# Dresserus fuscus
Espèce
Synonymes
- Dresserus inconspicuus Strand, 1906

Dresserus fuscus est une espèce d'araignées aranéomorphes de la famille des Eresidae.

## Distribution
Cette espèce se rencontre en Afrique de l'Est.

## Publication originale
- Simon, 1876 : Description d'araignées nouvelles. Annales de la Société Entomologique de France, vol. 5, no 6, p. 86-88 (texte intégral).